# Silvio Guerra
Silvio Román Guerra Burbano naciò el 18 de septiembre de 1968 en San Gabriel, Carchi; es un atleta ecuatoriano especializado en pruebas de fondo y en maratón y media maratón, ha participado en cuatro Juegos Olímpicos en Atlanta 1996, Sídney 2000, Atenas 2004, Grecia y Pekín 2008. Silvio Guerra. 
Representó a Ecuador dejando en alto nuestro nombre en cuatro Juegos Olímpicos de Atlanta 1996, Sídney 2000, Atenas 2004 y Pekín 2008, actualmente tiene marcas de nacionales en maratón obtenidas en algunos países como Estados Unidos, Chicago, Río de Janeiro, Brasil además obtuvo dos segundos lugares en la maratón que se desarrolló en Boston.

## Trayectoria
Es miembro de la Concentración Deportiva de Pichincha Ecuador, y representó a su país en los Juegos Olímpicos de Atlanta 1996, Estados Unidos, los Juegos Olímpicos de Sídney 2000, Australia y los Juegos Olímpicos de Atenas 2004, Grecia. Asimismo, se calificó para los Juegos Olímpicos de Pekín 2008, China. Tiene el récord ecuatoriano de maratón con una registro 2:09:42 en la Maratón de Chicago de 1997.

## Mejores marcas
Sus mejores marcas son las siguientes:
- 1.500 m - 3:43.17 (Gävle, 6 de julio de 1992)
- 5.000 m - 13:30.69 (Vicotria, 3 de junio de 1992)
- 10.000 m - 27:47.8 (Montreal, 10 de julio de 1995)
- Media Maratón - 1:03:41 (Coamo, 7 de febrero de 1999)
- Maratón - 2:09:49 (Chicago, 19 de octubre de 1997)